# Bridget Jones (personaggio)
Bridget Jones è la protagonista della serie di romanzi Il diario di Bridget Jones scritto da Helen Fielding e interpretata nei film da Renée Zellweger. Il personaggio apparve la prima volta nella rubrica Bridget Jones's Diary del quotidiano The Independent nel 1995. La rubrica si presentava come il diario di una persona reale, una trentenne single di Londra che cerca di dare un senso alla sua vita, ai suoi amori e alle sue relazioni con l'aiuto di una "famiglia urbana" di amici. La rubrica era, in realtà, la satira dell'ossessione delle donne riguardo all'amore, al matrimonio e alle relazioni sentimentali; di periodici femminili come Cosmopolitan e delle tendenze alla moda nella Gran Bretagna degli anni Novanta. Nel 1996 la stessa Fielding pubblicò un romanzo ispirato alla rubrica, seguito nel 1999 dal sequel, intitolato The Edge of Reason.

## Casting
All’annuncio del casting del personaggio, è sorta una polemica riguardo al fatto che l’attrice, a differenza di Bridget, non fosse britannica. Tuttavia la Zellweger è stata in seguito lodata da critica e pubblico per il suo accento e la sua goffaggine perfetti, ricevendo anche una candidatura al premio Oscar.

## Accoglienza
Nel 2016 Woman's Hour ha incluso il personaggio tra le sette figure femminili ad aver avuto il maggior impatto sulle donne degli ultimi 70 anni. È considerata un'icona della cultura britannica; dopo gli adattamenti cinematografici, è entrata ufficialmente nella cultura di massa e nell'immaginario collettivo.